# Lucienne Boyer
Pour les articles homonymes, voir Boyer.
Lucienne Boyer est une chanteuse française, née le 18 août 1901 à Paris 6e et morte le 6 décembre 1983 à Paris 10e. Surnommée « la Dame en bleu » en raison de la robe qu'elle arbore lors de ses tours de chant, elle fut l’une des artistes françaises les plus en vogue de l’entre-deux-guerres. Parlez-moi d'amour (1930) est son plus célèbre succès.

## Biographie

### Jeunesse et débuts
Fille de Henri Jules Boyer (1876-1914), plombier, et de Eugénie Antoinette Elia Carpentier, demeurant 124 rue Lecourbe, Émilienne-Henriette Boyer naît le 18 août 1901 dans le 6e arrondissement de Paris 89 rue d'Assas (Hôpital Tarnier). Son père, mobilisé le 2 août 1914 en tant que soldat de 2e classe au 22e régiment d'infanterie territoriale est tué à l'ennemi le 11 octobre 1914 à Foncquevillers. Après avoir contribué bien jeune à l'effort de guerre dans une usine d’armement, elle débute bientôt dans le métier de sa mère, Eugénie Antoinette Élia dite Eliane Carpentier (1881-1938) : modiste. Devenue mannequin, sa beauté lui fait rencontrer Amedeo Modigliani, Pablo Picasso et Foujita, dont elle devient le modèle.
Lucienne Boyer se fait engager comme dactylo au théâtre de l'Athénée. Elle y fait ses premiers pas sur scène puis à partir de 1916-1917 ses débuts dans la chanson, toujours au théâtre de l'Athénée, mais aussi au théâtre Michel, au Concordia et à l'Eldorado, Chez Fisher, puis au Concert Mayol.

### De Paris à Broadway
Le producteur américain Lee Schubert la découvre à cette occasion et l’engage pour un contrat à Broadway qui dure neuf mois en compagnie de Germaine Lix et de l'excentrique môme Moineau. Sa carrière aux États-Unis et en Amérique du Sud à Buenos Aires (1927) est désormais aussi brillante qu'en France. Elle chante notamment à nouveau en 1934 à New York au « Rainbow Room » et au « Little Theater » de la 44e rue.

### Retour en France et Grand Prix
De retour à Paris, en 1928, elle ouvre le cabaret « Les Borgias » et enregistre ses premiers disques dont Tu me demandes si je t'aime. Elle pose nue pour la première fois à l'été 1929. C'est en 1930 qu’elle crée Parlez-moi d'amour, écrite par Jean Lenoir en 1923. Le premier Grand Prix du disque de l'académie Charles-Cros vient couronner ce succès la même année.
Elle enchaîne alors plusieurs succès comme Si petite, ou encore Un amour comme le nôtre. L'année 1934 est une année noire pour elle, victime de médisances elle doit se défendre dans la Presse. En Mars, alors qu'elle venait de donner une représentation à RENNES, elle est blessée dans un accident de voiture entre Nogent le Rotrou et la Loupe (lieu dit : la Hurie) alors que la chaussée était glissante.
Elle enregistre quelques titres avec le duo Pills et Tabet et épouse en 1939 Jacques Pills, en secondes noces. De cette union naît en 1941 une fille, Jacqueline.

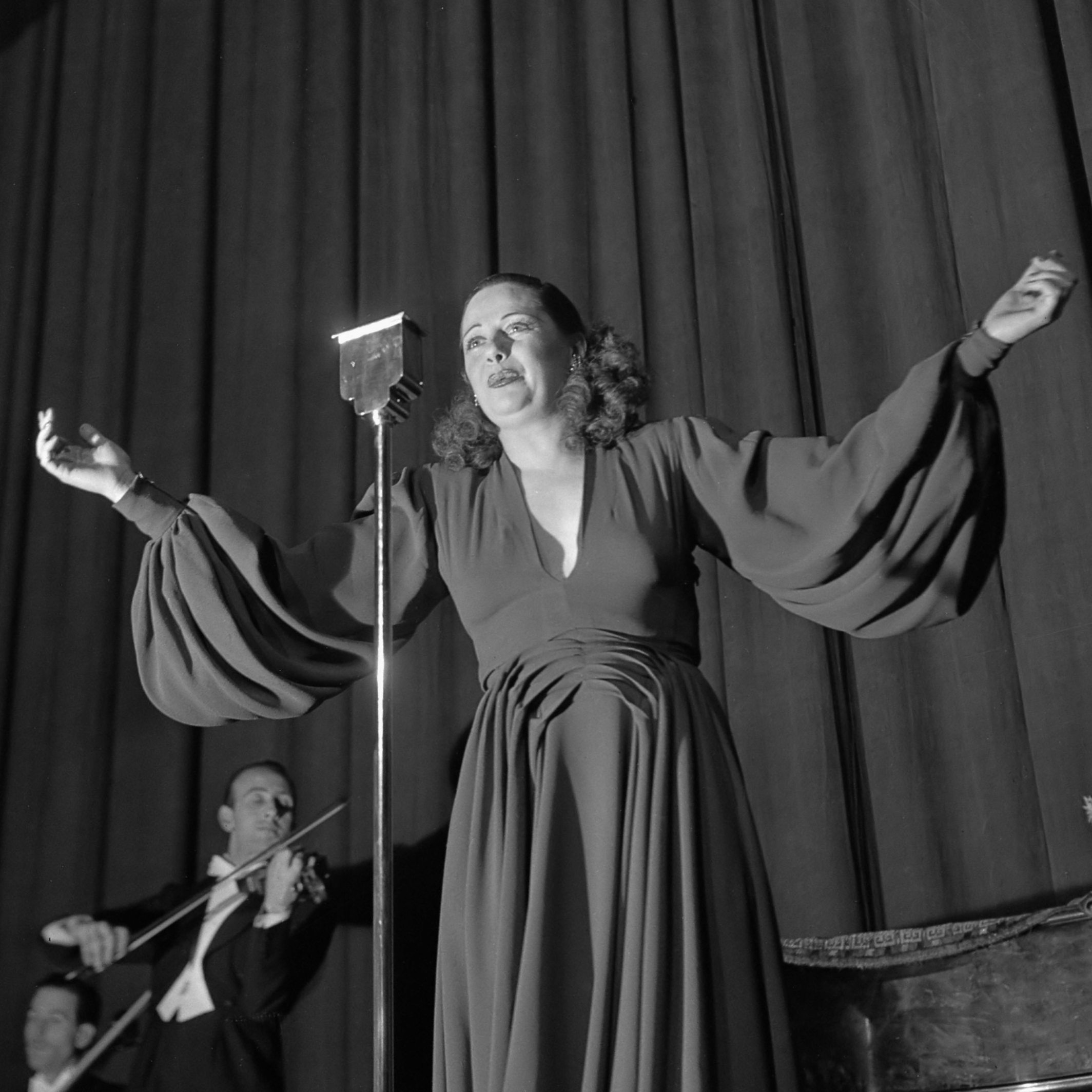
Lucienne Boyer à Amsterdam en 1945.

Dès le début de l'Occupation, Lucienne Boyer rouvre son cabaret « Chez elle » (rebaptisé Le Doge en 1943), rue Volney dans le 2e arrondissement. Elle participe également à des émissions sur Radio-Paris dont Cette heure est à vous d'André Claveau, aux côtés d'autres vedettes de la chanson telles que Maurice Chevalier, Fernandel ou Rina Ketty.

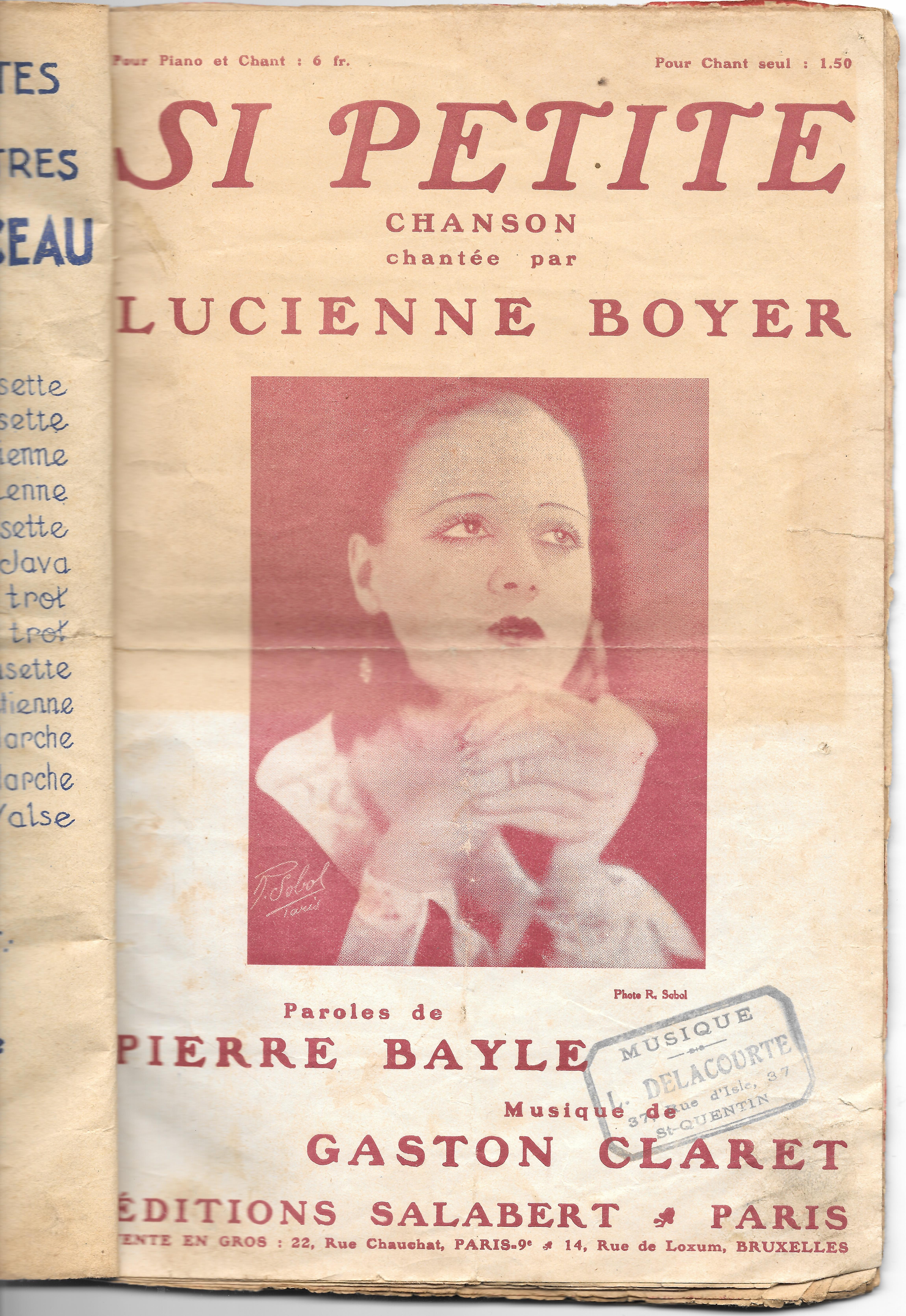
Page de garde de la partition de la chanson Si petite interprétée par Lucienne Boyer.

Lucienne Boyer enregistre et créé en 1942 Que reste-t-il de nos amours ?, chanson écrite et composée par Charles Trenet la même année. Ce dernier dira de cette chanson : « créée par Lucienne Boyer, [cette chanson] n’avait pas très bien marché, et que ce sont les Américains qui en ont fait un succès » sous le titre I Wish You Love, adaptée par Albert Askew Beach. Elle se produit dans différents music-halls dont l'Étoile, Bobino et l'Européen. En 1945, elle reprend et enregistre Mon cœur est un violon, adaptation d'un poème de Jean Richepin mis en musique par la petite-fille de ce dernier, Miarka Laparcerie, et qui devient un standard mondial.
À la Libération, elle continue à se produire avec succès, notamment à la Cigale, avant d'embarquer pour une tournée en Amérique du Sud et aux États-Unis avec son mari et sa fille en 1946 conclue par un long séjour à New York, où elle retrouve entre autres Maurice Chevalier et Édith Piaf. Aux États-Unis, elle crée Ah ! Le petit vin blanc mais interprète aussi des chansons de Jean Tranchant comme Les prénoms effacés, et d'autres qu'elle n'enregistrera jamais telles Les jardins nous attendent et Comme une chanson.
De retour à Paris en 1948, elle reprend ses tours de chant dans différents cabarets. Elle divorce de Jacques Pills en 1950. En 1954, Lucienne Boyer enregistre 2 disques 78 tours en Allemagne de l’Est.
En 1970, elle apparaît dans le film Le Clair de Terre de Guy Gilles où elle interprète deux chansons. Un dernier 45 tours enregistré en 1971 et comprenant deux chansons écrites par Pascal Sevran, L'amour se porte bien et Si quelqu'un vient vous dire, vient clore sa carrière discographique. Lucienne Boyer apparaît une dernière fois sur la scène de l'Olympia en 1976 aux côtés de sa fille.
Le 11 juillet 1976, Parlez-moi d'amour à la télévision elle interprète en compagnie de Claude François dans l'émission La Bande à Cloclo sa célèbre chanson. Au début des années 1980, elle fait encore des spectacles comme par le passé, toujours dans sa robe bleue, par exemple pour l'Association « La roue tourne » comme au palais d'Hiver de Lyon avec Marcel Zanini dans le même programme.

### Vie privée et mort
Après avoir été fiancée à l'auteur-compositeur Jean Delettre (1902-1980), elle épouse en premières noces à New York le 11 juin 1926, Joseph Roger Durrière (1897-1973) dont elle divorce le 22 juillet 1931. En secondes noces, le 9 octobre 1939, elle épouse le chanteur Jacques Pills (de son vrai nom René Ducos) à la mairie du 8e arrondissement de Paris. De leur union naît en avril 1941 une fille, Jacqueline, qui devenue chanteuse, remporte le Concours Eurovision de la chanson 1960, avec le titre Tom Pillibi.
Le couple divorce le 3 juillet 1950. Jacques Pills se remarie avec Édith Piaf en 1952, dont il divorce cinq ans plus tard.
Elle n'a pas de lien de parenté avec le réalisateur Jean Boyer.
La « Dame en bleu » meurt à l'âge de 82 ans le 6 décembre 1983, dans le 10e arrondissement de Paris. Elle repose dans la même tombe que sa mère Éliane (1881-1938)[réf. nécessaire] au cimetière parisien de Bagneux (Hauts-de-Seine), près de Paris.

## Revues
- Novembre 1926 : La Revue de Montmartre, revue de Georges Merry et Géo Charley, théâtre du Perchoir

- Octobre 1940 : Soyons Parisiens, revue d'Albert Willemetz et Jean Deyrmont, théâtre des Nouveautés

## Discographie (non exhaustive)
1926
- Ça ne s’apprend pas (Pierre Bayle/Eblinger)
- Tu me demandes si je t’aime[18] (Jean Bertet et Vincent Scotto/Vincent Scotto)

1927
- Youp et Youp
- Pas comme avec toi
- On trompe son mari (Georges Lignereux et Léopold Marchès/Philippe Parès et Georges van Parys), de l'opérette La Petite Dame du train bleu
- L’amour est un jeu, de l'opérette La Petite Dame du train bleu
- Je l’aimais tant, de l'opérette La Petite Dame du train bleu
- Qui m’aurait dit, de l'opérette La Petite Dame du train bleu

1930
- Dans la fumée (Charles Trenet/Jane Bos)
- Le Coup dur
- Parle-moi
- Prenez mes roses
- Mon sort est dans vos mains (Léon Uhl/Thomas Waller)
- Parfum d’amour
- Attends
- Ma p’tit’môme… à moi (Pierre Bayle et R. Chamfleury/Jane Bos)
- C’est un chagrin de femme
- Parlez-moi d'amour (Jean Lenoir)
- Gigolette (M. Eddy/Franz Lehár et R. Ferreol)
- La Belle
- Le Plus Joli Rêve (X/d’Arezzo)

1931
- Désir… (Garde-moi dans tes bras)[19] (Bertal-Maubon/A-H Monfred)
- Les Filles qui la nuit (Maurice Aubret et Léo Lelièvre fils/Jean Boyer)
- Ah ! pourquoi mens-tu ? (Camille François et Jean Lenoir/Jean Lenoir)

1932
- La Barque d’Yves (Jean H. Tranchant/Jean Tranchant)
- Landerirette (Jamblan/Jean Delettre)
- Ballade (Jamblan/Jean Delettre)

1933
- Si petite (Gaston Claret/Pierre Bayle)
- Des mots nouveaux (Maurice Aubret/Jean Delettre)
- La Voyageuse (Maurice Aubret/Jean Delettre)
- Tourne et vire (Jean Tranchant), avec Jacques Pills
- Parle-moi d’autre chose (Jean Delettre)
- Moi, j’crache dans l’eau (Jean Tranchant)

1934
- J’ai rêvé de t’aimer (Charles Fallot/Gustave Goublier)
- L’Étoile d’amour (Charles Fallot/Paul Delmet)

1935
- Un amour comme le nôtre (Axel Farel/Charles Borel-Clerc)
- Ta main (Maurice Aubret/Jean Delettre)
- Hands Across the Table (Parish/ Jean Delettre)
- Chez moi (Venez donc chez moi) (Jean Féline/Paul Misraki)
- Parle-moi de toi
- Mais si tu pars (H. Lepointe et Louis Poterat/T. Grouya et Jean Delettre)

1936
- C’est toujours la même chanson (Roger Fernay/Jean Delettre)
- Traversée
- L’Hôtel du Clair-de-lune (Rosemonde Gérard/Jaque-Simonot)
- Estampe marocaine
- Les prénoms effacés (Jean Tranchant)

1937
- C’est à Robinson (Jean de Létraz/Jean Delettre et Alec Siniavine), de l’opérette La Belle Saison
- La Vagabonde, de l’opérette La Belle Saison
- Pour toi, de l’opérette La Belle Saison
- La Romance du printemps, de l’opérette La Belle Saison, avec Jacques Pills et Georges Tabet
- Chez nous, de l’opérette La Belle Saison, avec Jacques Pills et Georges Tabet
- Mon meilleur ami
- Entraîneuse (Georges Tabet)

1939
- Mon p’tit kaki (René Bernstein/Georges van Parys)

1940
- Parti sans laisser d’adresse (J. Payrac et F. Gardoni/Pierre Dudan)

1941
- Berceuse (Bruno Coquatrix)
- J'ai raté la correspondance (Mireille Brocey/Georges van Parys)
- C’est mon quartier (Louis Poterat/Maurice Yvain)
- La Lettre à Nini
- Quand vous serez bien vieille
- Si l’on avait enregistré (Mireille Brocey/Bruno Coquatrix)
- C’est ma rengaine (Lucienne Boyer/Fred Arlys)

1942
- Que reste-t-il de nos amours ? (Charles Trenet/Léo Chauliac)

1943
- Bonne nuit, mon amour, mon amant (A. Poterat Jacques/Bruno Coquatrix)
- Aussi simple que ça (Miarka Laparcerie)

1944
- Colombe

1945
- Rêver (René Rouzaud et Rachel Thoreau/Guy Luypaerts)
- Je ne crois plus au Père Noël
- De la Madeleine à l’Opéra (Georges Tabet)
- Mon cœur est un violon (Jean Richepin/Miarka Laparcerie)

1946
- Un air d’accordéon (Henri Contet/P. Durand)

1947
- Mon petit bal musette (E. Checkler/Georges Tabet)
- Le Petit Trottin ou Une simple histoire (André Hornez/Henri Bourtayre)
- Un air d'accordéon

1950
- Le Relais des hirondelles (Jean Lambertie et Lucienne Boyer/Pierre Arvay)
- J’entends ta voix (Jean Lambertie et Lucienne Boyer/Pierre Arvay)
- Laissez-moi seule (Jean Lambertie et Lucienne Boyer/Pierre Arvay)
- Nuit bleue (Lucienne Boyer/Franck Pourcel et Claude Normand)

1971
- L'amour se porte bien (Pascal Sevran et Serge Lebrail/Pascal Auriat)
- Si quelqu'un vient vous dire (Pascal Sevran et Serge Lebrail/Pascal Auriat)

## Filmographie
- 1970 : Ils de Jean-Daniel Simon
- 1970 : Le Clair de Terre de Guy Gilles : la chanteuse
- 1977 : Le Passe-muraille de Pierre Tchernia